# 1912 en Ontario
Chronologie de l'Ontario
- 1908
- 1909
- 1910
- 1911
- 1912
- 1913
- 1914
- 1915
- 1916

Cette page concerne des événements d'actualité qui se sont produits durant l'année 1912 dans la province canadienne de l'Ontario.

## Politique
- Premier ministre :   James Whitney (Parti conservateur)
- Chef de l'Opposition: Newton Wesley Rowell (Parti libéral)
- Lieutenant-gouverneur: John Morison Gibson (en)
- Législature: 13e (en)

## Événements
- Football canadien, les Alerts de Hamilton rempotent la Coupe Grey contre les Argonauts de Toronto.

### Avril
- 26 avril : Ouverture du Château Laurier à Ottawa.

### Mai
- 15 mai : l'Ontario étendent ses territoires au nord.

### Juillet
- Juillet : Adoption du Règlement 17 pour limiter l'usage du français dans les écoles de l'Ontario.

### Septembre
- 26 septembre : le gouvernement Whitney adopte le Règlement 17, n'autorisant plus qu'une heure de français par jour dans les écoles fréquentées par les francophones. Toutes les écoles seront désormais sous la gouverne d'inspecteurs anglo-protestants. Les Franco-Ontariens perdent ainsi leurs droits de faire étudier leurs enfants dans leur langue maternelle[1].

### Octobre
- 10 octobre : les commissions scolaires francophones demandent l'abrogation du Règlement 17.

## Naissances
- 1er mars : Gerald Emmett Carter, cardinal, archevêque de Toronto († 6 avril 2003).
- 30 mars : Alvin Hamilton (en), chef du Parti progressiste-conservateur de la Saskatchewan et député fédéral de Qu'Appelle (1957-1968) et Qu'Appelle—Moose Mountain en Saskatchewan (1972-1988) († 29 juin 2004).
- 13 mai : Gil Evans, musicien de big band jazz : arrangeur, compositeur, chef d'orchestre et pianiste († 20 mars 1988).
- 26 mai : Jay Silverheels, acteur († 5 mars 1980).
- 5 octobre : Bora Laskin, juge en chef de la Cour suprême du Canada († 26 mars 1984).
- 25 octobre : Jack Kent Cooke, entrepreneur sportif († 6 avril 1997).

## Décès
- 18 janvier : George Ralph Richardson Cockburn (en), député fédéral de Toronto-Centre (1887-1896) (° 14 février 1834).
- 1er mars : Edward Blake, 2e premier ministre de l'Ontario et chef du Parti libéral du Canada (° 13 octobre 1833).
- 9 août : George Blewett (en), scientifique et philosophe (° 9 décembre 1873).
- 12 août : Timothy Coughlin (en), député fédéral de Middlesex-Nord (1878-1891) (° 8 janvier 1834).
- 12 septembre : Richard John Cartwright, député fédéral de Lennox (1867-1878), Huron-Centre (1878-1882), Huron-Sud (1883-1887) et Oxford-Sud (1887-1904) (° 4 décembre 1835).
- 23 décembre : Benjamin Allen (en), député fédéral de Grey-Nord (1882-1887) (° 1830).